# مناحيم أيلون

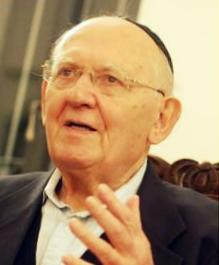
مناحيم أيلون

مناحيم أيلون (بالعبرية:מנחם אלון، 1 نوفمبر 1923 - 6 فبراير 2013)، قاضي المحكمة العليا في إسرائيل (1977-1993) نائب رئيس المحكمة العليا سابقاً (1988-1993).
توفي في اورشليم القدس عمر يناهز تسعسن عاماً.